# Europacup I 1988/89
De 34ste editie van de Europacup I werd voor de derde keer gewonnen door AC Milan in de finale tegen Steaua Boekarest.

## Eerste ronde
| Team #1             | Tot.             | Team #2            | 1ste wed | 2de wed |
| ------------------- | ---------------- | ------------------ | -------- | ------- |
| PSV Eindhoven       | Bye              |                    | -        | -       |
| FC Porto            | 3 - 2            | HJK Helsinki       | 3 - 0    | 0 - 2   |
| Górnik Zabrze       | 7 - 1            | Jeunesse d'Esch    | 3 - 0    | 4 - 1   |
| Real Madrid         | 4 - 0            | Moss FK            | 3 - 0    | 1 - 0   |
| Budapesti Honvéd SE | 1 - 4            | Celtic FC          | 1 - 0    | 0 - 4   |
| BFC Dynamo Berlin   | 3 - 5            | SV Werder Bremen   | 3 - 0    | 0 - 5   |
| Vitosha Sofia       | 2 - 7            | AC Milan           | 0 - 2    | 2 - 5   |
| Dundalk FC          | 0 - 8            | Rode Ster Belgrado | 0 - 5    | 0 - 3   |
| Hamrun Spartans     | 2 - 3            | 17 Nëntori Tirana  | 2 - 1    | 0 - 2   |
| Pezoporikos Larnaca | 2 - 7            | IFK Göteborg       | 1 - 2    | 1 - 5   |
| TJ Sparta Praag     | 3 - 7            | Steaua Boekarest   | 1 - 5    | 2 - 2   |
| Spartak Moskou      | 3 - 1            | Glentoran FC       | 2 - 0    | 1 - 1   |
| Club Brugge KV      | 2 - 2 (uitgoals) | Brøndby IF         | 1 - 0    | 1 - 2   |
| Valur Reykjavík     | 1 - 2            | AS Monaco          | 1 - 0    | 0 - 2   |
| AE Larissa          | 3 - 3 (0-3 n.p.) | Neuchâtel Xamax    | 2 - 1    | 1 - 2   |
| SK Rapid Wien       | 2 - 3            | Galatasaray SK     | 2 - 1    | 0 - 2   |

## Tweede ronde
| Team #1           | Tot.             | Team #2            | 1ste wed | 2de wed |
| ----------------- | ---------------- | ------------------ | -------- | ------- |
| PSV Eindhoven     | 5 - 2            | FC Porto           | 5 - 0    | 0 - 2   |
| Górnik Zabrze     | 2 - 4            | Real Madrid        | 0 - 1    | 2 - 3   |
| Celtic FC         | 0 - 1            | SV Werder Bremen   | 0 - 1    | 0 - 0   |
| AC Milan          | 2 - 2 (4-2 n.p.) | Rode Ster Belgrado | 1 - 1    | 1 - 1   |
| 17 Nëntori Tirana | 0 - 4            | IFK Göteborg       | 0 - 3    | 0 - 1   |
| Steaua Boekarest  | 5 - 1            | Spartak Moskou     | 3 - 0    | 2 - 1   |
| Club Brugge KV    | 2 - 6            | AS Monaco          | 1 - 0    | 1 - 6   |
| Neuchâtel Xamax   | 3 - 5            | Galatasaray SK     | 3 - 0    | 0 - 5   |

## Kwartfinale
| Team #1          | Tot.  | Team #2          | 1ste wed | 2de wed      |
| ---------------- | ----- | ---------------- | -------- | ------------ |
| PSV Eindhoven    | 2 - 3 | Real Madrid      | 1 - 1    | 1 - 2 (n.v.) |
| SV Werder Bremen | 0 - 1 | AC Milan         | 0 - 0    | 0 - 1        |
| IFK Göteborg     | 2 - 5 | Steaua Boekarest | 1 - 0    | 1 - 5        |
| AS Monaco        | 1 - 2 | Galatasaray SK   | 0 - 1    | 1 - 1        |

## Halve finale
| Team #1          | Tot.  | Team #2        | 1ste wed | 2de wed |
| ---------------- | ----- | -------------- | -------- | ------- |
| Real Madrid      | 1 - 6 | AC Milan       | 1 - 1    | 0 - 5   |
| Steaua Boekarest | 5 - 1 | Galatasaray SK | 4 - 0    | 1 - 1   |

## Finale
| Team #1  | Res.  | Team #2          |
| -------- | ----- | ---------------- |
| AC Milan | 4 - 0 | Steaua Boekarest |

## Kampioen
| Europacup I – Seizoen 1988/89 |
| ----------------------------- |
| AC Milan 3de titel            |